# Tantilla albiceps
Tantilla albiceps (багатоніжкова змія Барбура) — вид змій родини полозових (Colubridae). Ендемік Панами.

## Поширення і екологія
Багатоніжкові змії Барбура відомі лише за типовим зразком, зібраним на острові Барро-Колорадо, розташованому на озері Гатум, що наразі є частиною Панамського каналу. Цей вид жив у вологих тропічних лісах. Його голотип був зібраний у 1925 році, однак з того часу вид не спостерігався. Ймовірно, він вимер внаслідок знищення природного середовища.